# Wallace & Gromit

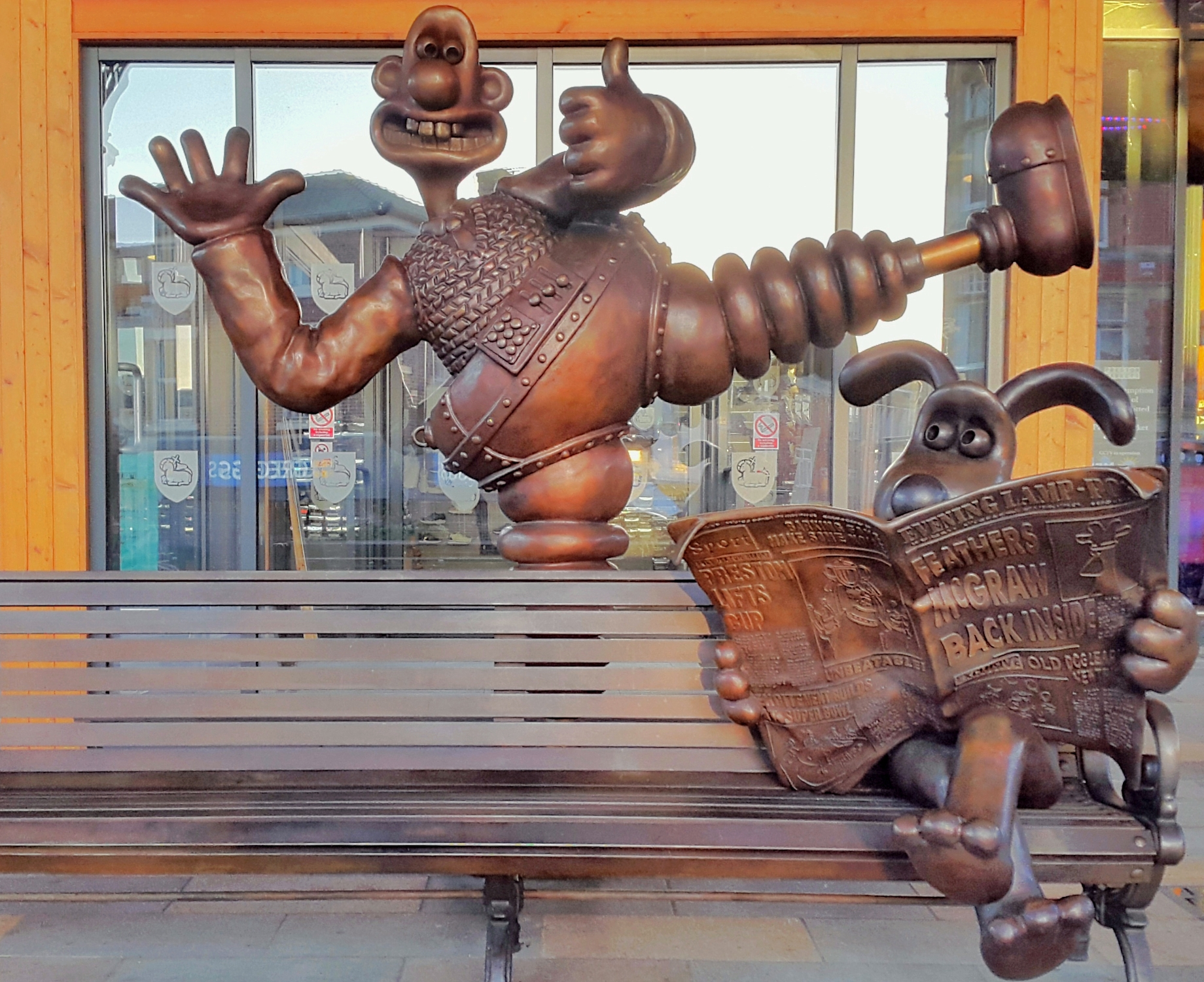
Bronzestatuen vor dem Eingang der Market Hall in Preston. Motiv nach dem Animationsfilm Die Techno-Hose

Wallace & Gromit sind die Hauptfiguren in mehreren britischen Animationsfilmen von Nick Park und seiner Firma Aardman Animations. Die Figuren werden aus Plastilin auf Drahtgestellen modelliert und mit der Stop-Motion-Technik animiert. Dieser Prozess wird auch als „Claymation“ bezeichnet.

## Filme

### Kurzfilme
- Wallace & Gromit – Alles Käse (1989; Originaltitel: Wallace & Gromit: A Grand Day Out)
- Wallace & Gromit – Die Techno-Hose (1993; Originaltitel: Wallace & Gromit in The Wrong Trousers)
- Wallace & Gromit – Unter Schafen (1995; Originaltitel: Wallace & Gromit: A Close Shave)
- Wallace & Gromit – Auf Leben und Brot (2008; Originaltitel: Wallace & Gromit: A Matter Of Loaf And Death)

### Kurzfilmsammlung
- 2002 strahlte die BBC diese Sammlung von ein- bis dreiminütigen Filmen aus: Wallace & Gromit – Großartige Gerätschaften (Wallace & Gromit's Cracking Contraptions). Die deutsche Erstausstrahlung erfolgte 2008.
  - Die Fußball-Sieger-Maschine (The Soccamatic)
  - Die Fernbedienungsvorrichtung (The Tellyscope)
  - Der Küchenautomat (The Auto Chef)
  - Der Schlafomat (The Snoozatron)
  - Der Turbo-Diener (The Turbo Diner)
  - Die Einbrecher-Boxer-Weste (The Bully Proof Vest)
  - Der Kräcker-Sauger (The 525 Crackervac)
  - Eine Weihnachts-Kartomatik (A Christmas Cardomatic)
  - Der Schneemann-o-mat (The Snowmanotron)
  - Einkaufswagen 13 (Shopper 13)

### Kinofilme
Am 13. Oktober 2005 kam der erste abendfüllende Wallace-&-Gromit-Film in die deutschen Kinos. Er trägt den Titel Wallace & Gromit – Auf der Jagd nach dem Riesenkaninchen (Originaltitel: Wallace & Gromit: The Curse Of The Were-Rabbit).
Am 10. Oktober 2005 wurden die bevorstehenden Feiern zur Premiere des Kinofilms durch einen Großbrand in den Lagerhallen der Aardman-Studios in Bristol überschattet. Dabei wurde das Archiv der Studios vollständig vernichtet, zu dem auch die Requisiten der drei Wallace-&-Gromit-Kurzfilme sowie des Spielfilms Chicken Run gehörten. Die Requisiten des Kinofilms Auf der Jagd nach dem Riesenkaninchen blieben verschont, da diese noch nicht im Archiv gelagert wurden.
Im Januar 2022 wurde ein neuer, abendfüllender Wallace-&-Gromit-Film mit dem Titel Wallace & Gromit – Vergeltung mit Flügeln (Wallace & Gromit: Vengeance Most Fowl) angekündigt, dessen internationale Veröffentlichung für den 3. Januar 2025 auf Netflix erfolgte. Vorab wird der Film am 25. Dezember 2024 auf BBC ausgestrahlt. Der kriminelle Pinguin Feathers McGraw tritt hier seit dem Kurzfilm Die Techno-Hose von 1993 erstmals wieder als Hauptantagonist auf.

## Fernsehserie
Im Herbst 2010 startete die BBC die Fernsehserie Wallace and Gromit's World of Invention. Die populärwissenschaftliche Sendung, die Animationen und dokumentarische Filmaufnahmen kombiniert, liefert laut BBC „einen unbeschwerten und humorvollen Blick auf echte Erfinder, Apparaturen, Geräte und Erfindungen“. Wallace gibt dabei, unterstützt von Gromit, den Moderator der Sendung, wobei seine Stimme wieder von Peter Sallis übernommen wird. Die erste Staffel besteht aus sechs Folgen und wird von Wettbewerben und einer „Roadshow“ mit Live-Veranstaltungen begleitet.
Zuvor hatte Nick Park Anfragen nach einer Fernsehserie nur mit den Plastilinfiguren des Öfteren abgelehnt, aufgrund des hohen Zeitaufwandes für jede einzelne Folge. Es wurden jedoch kurze Werbeclips auf BBC für Crackers und Wensleydale-Käse erstellt.

## Figuren
Wallace wohnt mit seinem Hund Gromit in der typischen englischen Kleinstadt Wigan in der West Wallaby Street 62. Die beiden leben in einer Wohngemeinschaft, allerdings hat Gromit im Garten auch eine Hundehütte.
Alle sprechenden Charaktere haben im Original einen Yorkshire-Akzent. Der bekannte britische Schauspieler Peter Sallis (in den deutsch synchronisierten Fassungen: Peter Kirchberger) lieh dazu bis 2010 Wallace seine Stimme; nach dem Rücktritt von Sallis wurde er durch den Synchronsprecher Ben Whitehead ersetzt.

### Wallace
Wallace ist ein exzentrischer, aber liebenswerter Erfinder. Viele seiner Erfindungen ähneln den Geräten und Maschinen aus den Comics von Rube Goldberg und Heath Robinson. Das Funktionieren und Nichtfunktionieren der Maschinen ist in allen Filmen ein Hauptbestandteil der Handlung.
Wallace hat eine ausgeprägte Vorliebe für Cracker und Käse (insbesondere Wensleydale-Käse) und trägt meist ein weißes Hemd mit einer roten Krawatte, einen grünen Pullunder sowie eine braune Wollhose. Neben seiner Leidenschaft für Käse trinkt Wallace gern Tee, dazu liest er die Morning Post, die Afternoon Post oder die Evening Post. Gelegentlich gönnt er sich ein Glas Bordeaux. Er geht offenbar keinem geregelten Beruf nach, sondern verdient sein Geld mit wechselnden Gelegenheitsjobs, bei denen er immer wieder neue seiner zahlreichen Erfindungen zu mehr oder weniger effizientem Einsatz bringt.

### Gromit
Gromit ist ein Beagle und der beste Freund sowie Mitbewohner von Wallace. Er hat am 12. Februar Geburtstag. Bei den gemeinsamen Aktivitäten mit Wallace erscheint Gromit dem Zuschauer als der Intelligentere, obwohl er nicht spricht. Die Kommunikation der beiden wirkt daher zunächst einseitig, da nur Wallace redet. Gromit kommuniziert aber durch die sehr ausdrucksstarke Mimik seiner Augen. Viele Kritiker vergleichen Gromits Mimik mit der von Stummfilm-Darsteller Buster Keaton. Gromit ist der schlauere von beiden und hilft Wallace bei seiner Arbeit. Er hat ein Studium an der Dogwarts University (Anspielung auf die Hogwarts-Schule aus Harry Potter) abgeschlossen. Gromit ist meist unbekleidet, trägt aber situationsbezogen verschiedene Kleidungsstücke, wie z. B. einen Regenmantel oder andere Schutz- oder Berufskleidung. Gromit ist Linkshänder, liebt das Stricken, puzzelt gerne und liest Fachbücher oder Werke der Weltliteratur:
- Electronics For Dogs (Anspielung auf Electronic for Dummies)
- The Republic von „Pluto“ (Anspielung auf Platons Politeia sowie Disneys Hund Pluto)
- Crime and Punishment von „Fido Dogstojewskij“ (Anspielung auf den Hundenamen Fido sowie Fjodor Dostojewski und dessen Werk Schuld und Sühne (engl. Crime and Punishment))
- Men are from Mars, Dogs are from Pluto (Anspielung auf Men are from Mars, Women are from Venus von John Gray).

### „Feathers“ McGraw
„Feathers“ McGraw ist ein krimineller Pinguin in Die Techno-Hose, der als Untermieter bei Wallace und Gromit einzieht. Mit Wallaces Erfindung, aber ohne dessen Wissen, bricht McGraw in ein Museum ein, um einen Diamanten zu stehlen. Um nicht erkannt zu werden, verkleidet er sich mit einem roten Gummihandschuh als Hahn. Bis auf das Klimpern seiner kleinen Knopfaugen und gelegentliche Schweißausbrüche zeigt McGraw keinerlei Mimik. Auch er ist dem Zuschauer gegenüber stumm, in einer Szene sieht man McGraw aber mit Wallace entfernt beim Plaudern. Am Ende landet er im Zoo. Er selbst wird nie von jemandem mit „Feathers“ angesprochen, sein Name ist nur kurz am Ende des Filmes auf einer Zeitung zu lesen.
In Vergeltung mit Flügeln bricht McGraw aus dem Zoo aus und plant seine Rache an Wallace.

### Shaun
Shaun ist ein Schaf, das in Unter Schafen seine Herde verlässt und vorübergehend bei Wallace und Gromit Unterschlupf findet. Shaun gerät in eine von Wallace erfundene und vom Filmantagonisten missbrauchte Scher- und Strickmaschine, aus der es geschoren und frierend wieder herauskommt; es bekommt den parallel von der Maschine gestrickten Wollpullover von Wallace liebevoll übergezogen. Sein Name spielt auf das englische Wort „shorn“ (geschoren) an.
Shaun ist auch die Hauptfigur des Wallace & Gromit-Spin-offs Shaun das Schaf.

### Wendolene Ramsbottom
Wendolene betreibt in Unter Schafen das von ihrem Vater gegründete und weitervererbte Wollgeschäft „Wendolene's Wools“ an einem Platz des Ortes und beauftragt Wallace und Gromit mit dem Reinigen ihrer Fenster. Dabei kommen sich Wallace und Wendolene zunächst näher, aber da sie nicht seine Leidenschaft für Käse teilt (sie bekommt davon Ausschlag), endet der Kontakt zwischen beiden. Wallace und Gromit retten Wendolene vor ihrem Roboter-Hund Preston.

### Preston
Preston ist der Hund von Wendolene, der eigentlich – wie sich in Unter Schafen herausstellt – ein „Cyber-Dog“ ist, also ein Roboter. Preston hat böse Absichten und will die Schafherde von Shaun zu Hundefutter verarbeiten.

### Piella Backleicht
Piella taucht im Film Auf Leben und Brot als Wallace’ neue Liebe auf. Sie war „Model“ in einer Werbung für Backwaren, in der sie als „Backleichtfee“ in einem Ballon flog. Im Verlauf des Films entpuppt sie sich als der während des Filmes Amok-laufende Serienmörder, der Bäcker tötet. Beim Versuch, Wallace mit einem Riesen-Schraubenschlüssel zu erschlagen, gesteht sie ihr Motiv: Sie hatte zu viele Süßigkeiten gegessen und wurde zu schwer für den Ballon, weshalb sie gefeuert wurde. Seitdem hasst sie Bäcker, die sie für die Gewichtszunahme verantwortlich macht. Sie ist besessen, genau dreizehn Bäcker zu ermorden. Schließlich landet Piella bei einem Fluchtversuch per Ballon wegen ihres Gewichtes im Krokodilbecken im Zoo.

### Weitere Figuren
Siehe: Wallace & Gromit – Auf der Jagd nach dem Riesenkaninchen
- Lord Victor Quartermaine (Sprecher: Ralph Fiennes) ist ein Adeliger, der zum Vergnügen Tiere jagt. Er ist in Lady Tottington verliebt, wie sich später herausstellt, aber nur wegen ihres Geldes. Am Ende landet er selbst in einem Riesenkaninchenkostüm und wird von den Dorfbewohnern sowie von seinem eigenen Hund gejagt.

- Lady Tottington (Sprecherin: Helena Bonham Carter) ist eine Adelige, auf deren Grundstück der Gemüsewettbewerb stattfindet. Da sie von tausenden Kaninchen heimgesucht wird, bittet sie Wallace um Hilfe. Sie ist nach Wendolene Wallace’ große Liebe.

- P.C. Mackintosh (Sprecher: Peter Kay)

## Videospiele
- Wallace & Gromit – Jagd nach dem Riesenkaninchen
- Wallace & Gromit in Projekt Zoo
- Wallace & Gromit’s Grand Adventures

## Trivia
- Ursprünglich hatte Nick Park als „Haustier“ von Wallace eine Katze vorgesehen.[8]
- Die NASA hat den Prototyp einer neuen Mars-Sonde nach Gromit benannt.[9]

## Auszeichnungen
- 1990 – Oscar-Nominierung in der Kategorie Animierter Kurzfilm: Wallace & Gromit – Alles Käse
- 1993 – Oscar für den besten animierten Kurzfilm: Wallace & Gromit – Die Techno-Hose
- 1995 – Oscar für den besten animierten Kurzfilm: Wallace & Gromit – Unter Schafen
- 2006 – Oscar für den besten animierten Spielfilm: Wallace & Gromit – Auf der Jagd nach dem Riesenkaninchen
- 2010 – Oscar-Nominierung in der Kategorie Animierter Kurzfilm: Wallace & Gromit – Auf Leben und Brot
- 2025 – Oscar-Nominierung in der Kategorie Animierter Spielfilm: Wallace & Gromit – Vergeltung mit Flügeln